# Marshall F. Smith
Marshall F. Smith (Chicago, 1929. április 30. - Washington Crossing, 2004. február 29.) amerikai üzletember, aki több multinacionális cég, köztük a Commodore International vezérigazgatója  (CEO) volt.

## Gyermekkor, tanulmányok
Marshall 1929-ben, az Illinois állambeli Chicagoban született Marshall E. Smith és Suzanne Vernia Smith második fiaként (bátyja Thomas E. Smith). Kiváló atléta volt, jeleskedett labdarúgásban és ökölvívásban. Football ösztöndíjas volt az Illinois Egyetemen és tagja volt a Psi Upsilon Fraternity egyetemi testvériségnek. 1951-ben végzett számvitel és menedzsment szakon.

## Szakmai karrier
Először 16-évig a U.S. Steelnél dolgozott könyvelőként, majd utána különféle vezető pozíciókban. 1967-ben az Indian Head nevű cégcsoporthoz szegődött, mely szerteágazó ipar tevékenységei körébe tartoztak pl. acél- és autóipari gyártóüzemek, konténeres szállítócég, építőipari vállalkozások és textilipari gyárak. Különféle pozíciókat töltött be, úgymint pénzügyi ellenőr (kontroller), helyettes kontrolling igazgató, a speciális gépjárműgyártó részleg helyettes általános igazgatója, illetve a cégcsoport alelnöke. 1972-ben ügyvezető alelnöknek nevezték ki a konténer, a közmű és a kommunikációs csoport élére. Két évvel később a cégcsoport elnök-vezérigazgatója lett. Amikor a Thyssen-Bornemisza Group N.V. (TBG) nemzetközi holding többségi részesedést szerzett a cégcsoportban, Marshall lett a TBG amerikai részlegének az elnöke.
1984-től 1986-ig a Commodore elnök-vezérigazgatója volt. A Commodore-alapító, Jack Tramiel viharos távozása utáni konszolidációt (számos fejlesztési projekt leállítását), az Amiga Corporation felvásárlását és az első Amiga, az Amiga 1000 piacra dobását vezényelte le.
Szakmai karrierje során több tanácsadótestületnek, felügyelőbizottságnak volt tagja, így saját alma materének, az Illinois Egyetemnek és a Clarkson Egyetemnek, továbbá Ronald Reagan kinevezte a Young Astronauts Program igazgatótanácsába.

## Magánélet
Marshall F. Smith 1955-ben vette feleségül Catherine Kerint és együtt négy gyermeket neveltek fel a pennsylvaniai Yardley-ben. Fia Thomas J. Smith, lányai: Kathryn K. Smith, Suzanne Smith Clark, Elizabeth Smith Newton, akiktől Marshallnak összesen kilenc unokája született.